# Folkeafstemningen om Grønlands EF-medlemskab 1982
Folkeafstemningen om Grønlands EF-medlemskab blev afholdt i Grønland 23. februar 1982 og var en vejledende folkeafstemning om hvorvidt Grønland skulle forblive medlem af EF.
Grønland var blevet en del af EF 1. januar 1973, da Danmark indtrådte, selvom 70% af de grønlandske vælgere havde stemt nej ved folkeafstemningen om EF-medlemskab i 1972.
I 1979 blev hjemmestyret indført og det euroskeptiske Siumut vandt det første valg til Landstinget. I foråret 1981 vedtog landstinget at afholde en vejledende folkeafstemning om, hvorvidt Grønland skulle forblive medlem af EF.
Resultet af afstemningen var, at et flertal ønskede grønlandsk udmeldelse af EF, hvilket Landstinget derefter vedtog. Beslutningen blev gennemført ved en traktat, der tillod EF at beholde omfattende fiskerirettigheder. Grønland hører i dag til EU's oversøiske lande og territorier, hvilket giver det en række særrettigheder i forhold til unionen.

## Resultat
| Folkeafstemning                  | Stemmer |       |
| -------------------------------- | ------- | ----- |
| Ja (forbliven)                   | 11 180  | 47.0% |
| Nej (udtræden)                   | 12 615  | 53.0% |
| I alt                            | 23 795  | 100%  |
| Kilde: Folketingsårbogen 1982-83 |         |       |